# Begonia erminea
Espèce
Synonymes
- Begonia erminea var. obtusa A.DC.[1]

Begonia erminea est une espèce de plantes de la famille des Begoniaceae.
L'espèce fait partie de la section Erminea.
Elle a été décrite en 1788 par Charles Louis L'Héritier de Brutelle (1746-1800).

## Répartition géographique
Cette espèce est originaire du pays suivant : Madagascar.

## Liste des variétés
Selon Tropicos (6 février 2017) (Attention liste brute contenant possiblement des synonymes) :
- variété Begonia erminea var. erminea
- variété Begonia erminea var. obtusa A. DC.